# Maynard Ferguson
Maynard Ferguson (4. května 1928 Verdun, Québec, Kanada – 23. srpna 2006 Ventura, Kalifornie, USA) byl kanadský jazzový trumpetista a hráč na křídlovku. Ve svých čtyřech letech začal hrát na klavír a housle a v devíti na kornet. V roce 1948 se přestěhoval do Spojených států amerických, kde začal hrát s Boydem Raeburnem, Jimmy Dorseyem a Charlie Barnetem. V roce 1949 se stal členem orchestru Stana Kentona. V letech 1950, 1951 a 1952 byl čtenáři časopisu Down Beat zvolen jako nejlepší trumpetista roku. V 60. letech 20. století hostoval v Československu s Orchestrem Gustava Broma. Vydal řadu sólových alb a podílel se i na albech jiných interpretů, mezi které patří Dinah Washington nebo Georgie Auld.